# Cluster (gruppo musicale tedesco)
I Cluster (inizialmente Kluster) fu un gruppo musicale tedesco che influenzò gli sviluppi dell'ambient e della musica elettronica popolare. I loro lavori spaziarono dal rock progressivo, all'elettronica, al Krautrock, senza distaccarsi dalla musica d'avanguardia. I Cluster furono attivi dal 1971 al 2010 e pubblicarono quindici album, comprendenti due collaborazioni con Brian Eno. Il musicista, scrittore e storico della musica rock Julian Cope mise tre album dei Cluster nella sua classifica dei cinquanta migliori album del genere krautrock, mentre la rivista The Wire considera il loro omonimo debutto uno dei cento album più "gloriosi" di sempre (la classifica è intitolata "One Hundred Records That Set The World On Fire").
Dopo un decennio di inattività, i Cluster si riunirono ad aprile nel 2007. Si esibirono il 15 giugno successivo al documenta, una manifestazione internazionale di arte moderna e contemporanea che si tiene ogni cinque anni a Kassel, in Germania. Fra la fine del 2007 e gli inizi del 2008 il duo si esibì in numerosi concerti lungo l'Europa e gli Stati Uniti per la prima volta dal 1996.
I Cluster si sciolsero nuovamente alla fine del 2010. Il loro ultimo concerto si tenne il 5 dicembre dello stesso anno. Nel 2011 Roedelius si unì a Onne Bock per iniziare un nuovo progetto con il nome d'arte Qluster. Dopo aver pubblicato, in diversi formati, la trilogia del debutto Rufen - Fragen - Antworten (rispettivamente "chiamando", "interrogando" e "rispondendo"), i Cluster pubblicarono a gennaio del 2013 il quarto album: Lauschen ("origliando") del quale è ospite il musicista world music Armin Metz.

## Storia

### 1971-1972: prime pubblicazioni
Dieter Moebius, Hans-Joachim Roedelius e Conrad Schnitzler formarono i Kluster nel 1969 quando si conobbero al Zodiak Free Arts Lab. Questo trio pubblicò tre album, Klopfzeichen, Zwei-Osterei ed Eruption. Quando Schnitzler abbandonò il gruppo, Roedelius e Moebius rinominarono il gruppo Cluster. Ad essi si unì Conny Plank, che registrò con loro soltanto l'omonimo album di debutto del 1971. I due musicisti proseguirono la loro attività senza Conny, che però produsse i loro album fino al 1987, anno della sua morte.
Cluster fu pubblicato nel 1971. Questo album e il successivo Cluster II fecero da ponte fra le sonorità sperimentali, dissonanti e proto-industrial dei Kluster a quelle più lievi, controllate, ed "ambient-rock" della loro musica pubblicata lungo la seconda metà degli anni settanta. L'album d'esordio (successivamente ristampato con il titolo Cluster '71) non presenta ritmi percettibili. AllMusic in una recensione scrisse che esso era in parte "...una miscela straniante e disorientante di musica cosmica irregolare, industrial noise, atmosfere proto-ambient, feedback..." Nel 1972 pubblicarono il secondo album: Cluster II.

### 1973-1976: il progetto Harmonia eZuckerzeit)
Nel 1973 i due musicisti si trasferirono nel villaggio rurale di Forst (Germania dell'ovest) per fondare un loro studio di registrazione. Qui i Cluster e Michael Rother (cofondatore dei Neu!) registrarono due album collaborativi con il nome d'arte Harmonia: Musik Von Harmonia (del 1974) e Deluxe (del 1975). Questo nuovo trio organizzò inoltre un tour (documentato nell'album Live 1974).
Dopo la pubblicazione del primo album degli Harmonia e durante quel tour, Rother abbandonò Moebius e Roedelius per tornare con i Neu!. Lasciato Rother, i Cluster pubblicarono Zuckerzeit nel 1974. La maggiore prevalenza di un ritmo, le melodie più definite, e le sonorità più motorik, rendono questo album una pubblicazione insolita nel loro repertorio. Pitchfork considera Zuckerzeit il sessantasettesimo album migliore degli anni settanta.
Dopo la pubblicazione di Deluxe, Moebius, Roedelius e Rother si riunirono nuovamente in studio nel 1976 per collaborare con Brian Eno. Il frutto di questa collaborazione, Tracks and Traces, verrà pubblicato soltanto nel 1997. Eno, rimasto impressionato dagli album Musik von Harmonia e Zuckerzeit, decise anche di collaborare con loro durante il tour del 1974 suonando in un concerto ad Amburgo.

### 1976-1979: Brian Eno e l'acclamazione della critica
Il periodo che va dal 1976 al 1979 fu quello più produttivo per i Cluster (quattro album pubblicati in quattro anni) nonché quello in cui i Cluster ricevettero i maggiori riconoscimenti da parte della critica. Nel 1976 pubblicarono Sowiesoso, un album ricco di melodie delicate, registrato nell'arco di due giorni.
Nel 1977 il duo collaborò con Brian Eno per registrare nello studio di Conny Plank Cluster & Eno. Questo album, costituito da sonorità ancora più miti di quelle degli album precedenti, fu registrato col contributo di alcuni ospiti, comprendenti il bassista dei Can Holger Czukay e il tastierista Asmus Tietchens. La presenza di Eno nell'album contribuì a dare maggiore popolarità e attenzione alla formazione. Il secondo album dei Cluster a fianco del musicista inglese, After the Heat, fu pubblicato nel 1978, ed è caratterizzato da una più vasta gamma di stili rispetto al precedente, nonché da tre tracce cantate da Eno. Uno degli ospiti, Holger Czukay, suonò il basso in una traccia, "Tzima N'arki" che riproduce in sottofondo la traccia "King's Lead Hat" di Eno. Roedelius pubblicò intanto alcuni album a nome proprio inaugurando una carriera da solista con Durch Die Wuste del 1978.
Grosses Wasser, un album dei Cluster pubblicato nel 1979, fu prodotto da Peter Baumann, un ex membro dei Tangerine Dream. Questa pubblicazione, nuovamente ricca di stili, è caratterizzata da sonorità riconducibili alla musica dei Kluster.

### 1980-1981:Curiosum
Il 12 giugno del 1980 i Cluster si esibirono al Wiener Festwochen Alternativ assieme a Joshi Farnbauer. L'esibizione fu registrata e pubblicata in una cassetta ad edizione limitata: Live in Vienna, una pubblicazione con una forte componente sonora sperimentale e dissonante che rimanda alle primissime pubblicazioni di Moebius e Roedelius. Il CD fu pubblicato nel 2010. Nello stesso anno, collaborando con l'ingegnere del suono Conny Plank, Dieter Moebius pubblicò Rastakraut Pasta e l'anno seguente, Material.
Curiosum, l'album in studio dei Cluster pubblicato nel 1981, a detta di alcuni degno del suo nome, presenta sette tracce realizzate con melodie eccentriche ed insolite. Questa fu l'ultima collaborazione fra Moebius e Roedelius per i seguenti otto anni.

### 1982-1989: progetti solisti e altre collaborazioni
Durante lo scioglimento temporaneo dei Cluster, i due musicisti proseguirono la loro attività registrando album solisti o collaborativi e organizzando tour.
Moebius, Plank e il batterista dei Guru Guru Mani Neumeier pubblicarono nel 1983 Zero Set, un album fortemente ritmico che risente dell'influenza della musica africana. Nello stesso anno Moebius e Plank realizzarono Ludwig's Law assieme al chitarrista dei Pere Ubu Mayo Thompson. L'album verrà pubblicato soltanto nel 1998. L'ultima collaborazione fra Moebius e Plank, En Route, fu registrata nel 1986 e pubblicata nel 1995. Plank morì di cancro nel 1987.
Durante gli anni ottanta Roedelius pubblicò numerosi album solisti e collaborativi, compresa una sua serie di album ambient intitolata Selbstportrait.

### 1989-1997: gli ultimi album
Nel 1989 i Cluster si riunirono e fra il 1989 e il 1990 registrarono Apropos Cluster, musicalmente e strutturalmente simile a Grosser Wasser. Presenta quattro brevi tracce, seguite da una finale della durata di ventidue minuti. Apropos Cluster fu il primo album dei Cluster degli anni novanta a venire pubblicato prima nel Regno Unito e successivamente negli Stati Uniti.
L'album seguente, che uscì nel 1995, intitolato One Hour, è caratterizzato dalla presenza di un'unica traccia, la più lunga mai pubblicata dal duo (nonostante sia stata suddivisa in undici brani nella versione CD). Strutturata come la title track di Grosses Wasser, One Hour presenta una breve sezione melodica iniziale che prosegue in una centrale più lunga e sperimentale. L'album fu pubblicato nel 2009, quattordici anni dopo la sua composizione. I Cluster scrissero un omaggio a Conny Plank nelle note di copertina:
"Nonostante ciò, il più grande stimolo e supporto personale ci venne dato da Konrad Plank, che fu, in effetti, un 'silenzioso membro nell'oscurità'."
Nel 1996 i Cluster furono acclamati dopo aver organizzato un tour negli USA e dopo numerosi altri avvenuti in Giappone. I tour fruttarono le pubblicazioni di due documenti musicali, Japan 1996 Live e First Encounter Tour 1996, co-prodotti con il musicista ambient Tim Story che collaborò poi con Roedelius in alcuni album. Dopo il tour negli USA i Cluster si sciolsero.

### 1997-2007: secondo scioglimento
Durante i dieci anni che seguirono, Moebius e Roedelius pubblicarono alcuni progetti solisti e collaborazioni.
Roedelius proseguì l'attività da solista organizzando alcuni tour a fianco degli Acquarello. Nel 2000 collaborò, dopo tre decenni passati, con Conrad Schnitzler, ex membro dei Kluster, alla pubblicazione di Acon 2000/1, album pubblicato nel 2001. Roedelius pubblicò anche due album con Tim Story: The Persistence of Memory del 2000 e Lunz del 2002, nonché una collaborazione con Morgan Fisher dei Mott the Hoople: Neverless, risalente al 2005. In questo periodo Roedelius pubblicò un totale di quattordici album solisti e tre collaborazioni.
Moebius registrò due album solisti durante questo periodo: Blotch, del 1999 e Nurton nel 2006, collaborando e partecipando inoltre ad un tour a fianco di Michael Rother, ex membro degli Harmonia. Partecipò nel 2007 alle registrazioni di un album del supergruppo Krautrock Amon Guru.

### 2007-2010: seconda reunion
Moebius e Roedelius si riunirono il 15 aprile del 2007 per partecipare ad un'esibizione al Kosmische Club a Londra, prendendo inoltre parte al festival tedesco documenta 12 il 15 giugno del 2007 ed al festival austriaco More Ohr Less il 10 agosto dello stesso anno. Fra il settembre e il novembre 2007 i Cluster si esibirono in svariati concerti in Germania, Svizzera, Norvegia, Estonia e Olanda. Moebius fece un concerto ad Ojai, California, negli Stati Uniti. Moebius, Roedelius e Rother si riunirono nuovamente dopo trent'anni dallo scioglimento degli Harmonia il 27 novembre 2007 per realizzare un concerto a Berlino. I Cluster si esibirono a Detroit il 16 maggio 2008 ed al No Fun Fest newyorkese il 17 maggio 2008. Si esibirono anche in California fra il 22 e il 25 maggio.
Il primo album dal vivo dei Cluster dal 1997, Berlin 07, documenta un concerto avvenuto a Berlino il 14 settembre 2007. Si esibirono in un concerto con i Chrome Hoof il 21 marzo 2009. Nello stesso anno i Cluster pubblicarono Qua, il loro primo album in studio pubblicato dopo dodici anni. Il 22 novembre 2009 i Cluster collaborarono con i Tortoise al Royal Festival Hall (a Londra) il 22 novembre 2009. Il 17 novembre 2010 Roedelius annunciò lo scioglimento dei Cluster tramite internet e con il supporto dei social media. Il loro ultimo concerto avvenne a Minehead, nel Regno Unito, il 5 novembre 2010. Dal 2011 Roedelius ha collaborato con Onnen Bock nel progetto Qluster al quale seguiranno le pubblicazioni di quattro album (Rufen, Fragen, Antworten e Lauschen).

## Stile musicale
Nel il corso degli anni lo stile dei Cluster è cambiato numerose volte, spaziando dalla musica sperimentale dei primi album, al "krautrock progressivo" di Zuckerzeit e After the Heat, alla new Age e ambient music di molte composizioni della seconda metà degli anni settanta, alla musica d'avanguardia industriale di Live in Vienna. I Cluster presentano sempre una vena sperimentale, anche nelle tracce ambient più miti. Michael Waynick scrisse in una recensione dell'album Cluster & Eno, presente sul AllMusic, dove fa riferimento a diverse pubblicazioni del gruppo :"
La considerevole varietà di stili presenti nella discografia dei Cluster ne rende difficile la catalogazione. Gli elementi in comune presenti nei loro album sono l'uso delle strumentazioni elettroniche, dei loop, e dei suoni imprevedibili che contribuiscono a dare una vena più sperimentale.
Oltre ad aver influenzato i musicisti ambient ed elettronici, i Cluster furono importanti per gli sviluppi della futura techno, dell'electronica e di tanta musica popolare. Tra i musicisti che ne sono stati segnati si possono includere David Bowie, Robert Rich, John Foxx (uno dei fondatori degli Ultravox), Alex Paterson degli Orb,, i Coil,, gli Oval, i To Rococo Rot, e i Mouse on Mars.

## Discografia

### Come Kluster
- 1970 - Klopfzeichen
- 1970 - Zwei Osterei
- 1971 - Eruption

### Come Cluster
- 1971 - Cluster
- 1972 - Cluster II
- 1974 - Zuckerzeit
- 1976 - Sowiesoso
- 1977 - Cluster & Eno - con Brian Eno
- 1978 - After the Heat - con Brian Eno
- 1979 - Grosses Wasser
- 1980 - Live In Vienna (live)
- 1981 - Curiosum
- 1984 - Stimmungen (compilation)
- 1985 - Old Land (compilation)
- 1990 - Apropos Cluster
- 1994 - One Hour
- 1996 - Japan Live 1996 (live)
- 1997 - First Encounter Tour 1996 (live)
- 2009 - Qua

### Come Harmonia
- 1974 - Musik Von Harmonia
- 1975 - Deluxe
- 1997 - Tracks and Traces (con il nome d'arte Harmonia '76)
- 2007 - Live 1974 (Live)
- 2010 - Tracks and Traces Remixed (con Brian Eno)